# Acalypha acrogyna
Acalypha acrogyna é uma espécie de flor do gênero Acalypha, pertencente à família Euphorbiaceae.